# جارد بولس
جارد شوتز بولس (بالإنجليزية: Jared Schutz Polis)‏ (من مواليد 12 مايو 1975) هو سياسي، رجل الأعمال، وفاعل خير أميركي يشغل منصب الحاكم 43 والحالي لولاية كولورادو، منذ 2019. عضو في الحزب الديمقراطي، كان ممثلا للدائرة الانتخابية الثانية لكولورادو من 2009 إلى 2019. انتُخب بولس حاكم كولورادو في 2018 في تصويت ساحق هزم فيه الجمهوري ووكر ستابلتون.
بولس هو أول حاكم مثلي علنا يتم انتخابه في الولايات المتحدة، وهو ثاني حاكم من مجتمع المثليين علنا يتم انتخابه في الولايات المتحدة (بعد حاكمة ولاية أوريغون كيت براون)، وأول يهودي ينتخب كحاكم لكولورادو.
خدم بولس في مجلس ولاية كولورادو للتعليم في الفترة من 2001 إلى 2007. وخلال فترة ولايته في الكونغرس، كان من بين أغنى أعضائه، حيث تقدر قيمة صافي ثروته الشخصية بنحو 400 مليون دولار.

## النشأة والتعليم
بولس هو ابن ستيفن شوتز وسوزان بولس شوتز، وهما مؤسسا بطاقة المعايدة ومحل ناشر الكتب بلو ماونتن آرتس. ولد في مستشفى بولدر المجتمعي في بولدر، كولورادو، في عام 1975. عاش في سان دييغو، كاليفورنيا، خلال سنوات دراسته الثانوية، وتخرج من مدرسة لا جولا كانتري داي (بالإنجليزية: La Jolla Country Day School)‏ في ثلاث سنوات مع مرتبة الشرف المتعددة. كما حصل على بكالوريوس الآداب في السياسة من جامعة برينستون. في عام 2000 غير اسمه بشكل قانوني لاستخدام اسم والدته، وذلك جزئيا لزيادة الوعي لجمع التبرعات ولأنه ببساطة «أحب ذلك».

## المسيرة المهنية
شارك بوليس في تأسيس شركة «أماريكان إنفرمايشن سيستمز» (بالإنجليزية: American Information Systems, Inc)‏ بينما كان لا يزال في الكلية. كانت الشركة مزودة لخدمات الإنترنت وتم بيعها في عام 1998. وفي عام 1996، شارك في تأسيس موقع إلكتروني لبطاقات التهنئة المجانية، "Bluemountain.com"، تم بيعه إلى شركة "Excite@Home" في عام 1999 مقابل 430 مليون دولار في الأسهم و 350 مليون دولار نقدا.
في فبراير 1998، أسس بوليس موقع «برو فلاورز» (بالإنجليزية: ProFlowers)‏ لبيع الزهور على الإنترنت، في لا جولا، كاليفورنيا في ديسمبر من ذلك العام، بدأ الخبير الاقتصادي آرثر لافر في تقديم المشورة ل«بولس» وانضم إلى الموقع كمدير. أعيد تسمية الموقع فيما بعد إلى «بروفايد كومرس» (بالإنجليزية: Provide Commerce, Inc)‏، ووضعت في ناسداك في 17 ديسمبر 2003. في عام 2005، تم شراء موقع «بروفايد كومرس» من قبل شركة الإعلام «ليبرتي ميديا كوربوريشن» (بالإنجليزية: Liberty Media Corporation)‏ مقابل 477 مليون دولار.
قام بولس ومستثمرون آخرون بتأسيس شركة تكستارز في بولدر، كولورادو في عام 2006.
خلال فترة ولايته في الكونغرس، كان بولس من بين أغنى أعضاء الكونغرس، حيث بلغت ثروته الصافية أكثر من 300 مليون دولار.

## مسيرة العمل الخيري
في عام 2000، أسس بولس «مؤسسة جاريد بولس»، التي تتمثل مهمتها في «خلق فرص للنجاح من خلال دعم المعلمين، وزيادة الوصول إلى التكنولوجيا، وتعزيز مجتمعنا». برنامجها الرئيسي هو «جوائز تقدير المعلم» السنوية؛ برنامج «التواصل المجتمعي للكمبيوتر»، والذي يقوم بتجديد وتخصيص أكثر من 3,500 جهاز كمبيوتر سنويًا للمدارس والمنظمات غير الربحية؛ و «تقرير التعليم مؤسسة جاريد بولس» النصف سنوي. كما أسس بولس مدرستين مستقلتين، واحدة لديها حرم جامعي عبر ثلاث ولايات، ومدرسة ما بعد الثانوية، «كلية نيو أمريكا» (بالإنجليزية: New America College)‏، للطلاب المعرضين للخطر. في عام 2004، أسس المدرسة المستقلة «مدرسة نيو أمريكا» (بالإنجليزية: New America School)‏، وهي مدرسة ثانوية تخدم في المقام الأول الشباب المهاجر الأكبر سنا الذين تتراوح أعمارهم بين 16-21 ولديها ثلاثة حرم جامعي، واحد في ولاية كولورادو، في منطقة مترو دنفر، وحرمان جامعيان في نيو مكسيكو. وافتتح حرما جامعيا آخر في لاس فيغاس، نيفادا في عام 2013. في عام 2005، شارك بولس مع «أوربان بيك» في تأسيس المدرسة المستقلة «أكاديمية التعليم الحضري» في دنفر لمساعدة الشباب الذين يعيشون في خطر أن يصبحوا بلا مأوى أو يعيشون في حياة غير مستقرة الظروف.
وقد تم اختيار بولس كأفضل فاعل خير في يوم العمل الإنساني الوطني لعام 2006 في كولورادو (بالإنجليزية: 2006 National Philanthropy Day in Colorado)‏. وهو حاصل على العديد من الجوائز، بما في ذلك جائزة بولدر دايلي كامرا 2007 باسيستر في مجال التعليم (بالإنجليزية: Boulder Daily Camera's 2007 Pacesetter Award in Education)‏، جائزة مؤسسة كوفمان الخيرية (بالإنجليزية: Kauffman Foundation Community Award)‏؛ القنصل العام المكسيكي لدنفر «أوتلي» (بالإنجليزية: the Denver consul general of Mexico "Ohtli")‏؛ جائزة مارتن لوثر كينغ جونيور كولورادو الإنسانية(بالإنجليزية: Martin Luther King Jr. Colorado Humanitarian Award)‏، وأول جائزة رابطة مكافحة التشهير ل«بولدر كوميوينيتي بيلدر» (بالإنجليزية: Anti-Defamation League's inaugural Boulder Community Builder Award)‏.
في وقت انتخابه، أسس بولس عددًا من الشركات واعتبر واحدا من أغنى 10 أعضاء في كونغرس الولايات المتحدة.

## المسيرة السياسية المبكرة
يعتبر بولس إضافة إلى باتريشيا سترايكر، روت بريدجيس، وتيم غيل، واحدا من الأغنياء الأربعة لولاية كولورادو والذين يطلق عليهم اسم «عصابة الأربعة» أحيانا، والذين يتبرعون للقضايا الليبرالية.

### مجلس ولاية كولورادو للتعليم

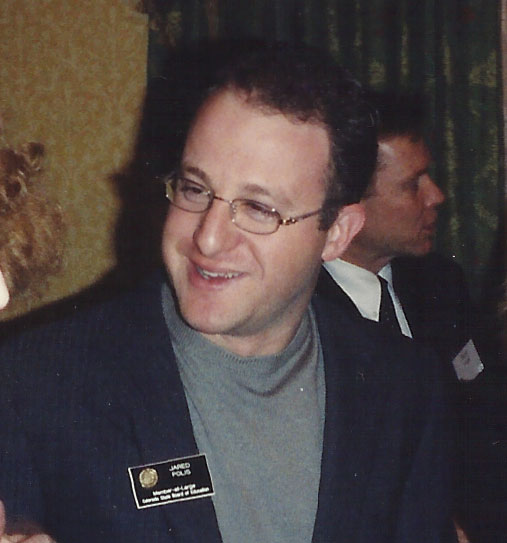
بولس في 2002

في عام 2000، انتخب بولس كعضو في مجلس ولاية كولورادو للتعليم وخدم لفترة واحدة مدتها ست سنوات حتى يناير 2007 عندما تم إلغاء المقاطعة. كان انتخابه واحدا من الأقرب في الفرق بين النتائج في تاريخ ولاية كولورادو، حيث هزم «بن الكسندر» ب90 صوتا فقط من أصل 1.6 مليون. شغل بولس منصب رئيس مجلس الإدارة ونائب رئيس مجلس ولاية كولورادو للتعليم خلال فترة ولايته.

### اجراءات الاقتراع
في عام 2006، شغل بولس منصب الرئيس المشارك لـ «كولورادنيون من أجل الحكومة النظيفة»، وهي لجنة دعمت التعديل 41، وهو تدبير بدأه المواطنون لحظر الهدايا من قبل جماعات الضغط المسجلة إلى المسؤولين الحكوميين، ووضع قيد سنوي بقيمة 50 دولارًا على تقديم الهدايا من غير جماعات الضغط، وإنشاء فترة تهدئة لمدة عامين قبل المشرعين السابقين في الولاية والمسؤولين المنتخبين على مستوى الولاية يمكن أن تبدأ الضغط، وإنشاء لجنة أخلاقيات مستقلة. في نوفمبر 2006، وافق 62.3% من ناخبي ولاية كولورادو على التعديل الدستوري «الأخلاق في الحكومة».
في عام 2007، شارك بولس في رئاسة حملة «بناء لمستقبلنا» التي دعمت سؤال الاقتراع 3 أ في منطقة مدرسة وادي بولدر لإصدار سندات بقيمة 296.8 مليون دولار لتحسين وتحديث مرافق المدارس القديمة - أكبر إصدار لسندات البناء الرأسمالي في تاريخ المقاطعة وأكبر اقتراع السند المدرسي في كولورادو في ذلك العام. في نوفمبر 2006، وافق 58% من الناخبين منطقة مدرسة بولدر وادي هذا الإجراء.
في عام 2014، خطط بوليس للدفاع عن إجراءين للاقتراع من شأنه أن يكون له تأثير محدود في كولورادو من خلال حظر الحفر بالقرب من المدارس والمنازل ومن خلال تمكين المجتمعات من تمرير قوانينها الخاصة. ومع ذلك، تم إسقاط التدابير بعد أن توصل إلى اتفاق مع الحاكم جون هكنكلوبر لإنشاء فرقة عمل. واعتبر غياب المبادرات بمثابة تخفيف للديمقراطيين الضعفاء الذين كان عليهم أن يتخذوا مواقف مثيرة للجدل حول هذه القضية.

## المسيرة السياسية

### الانتخابات

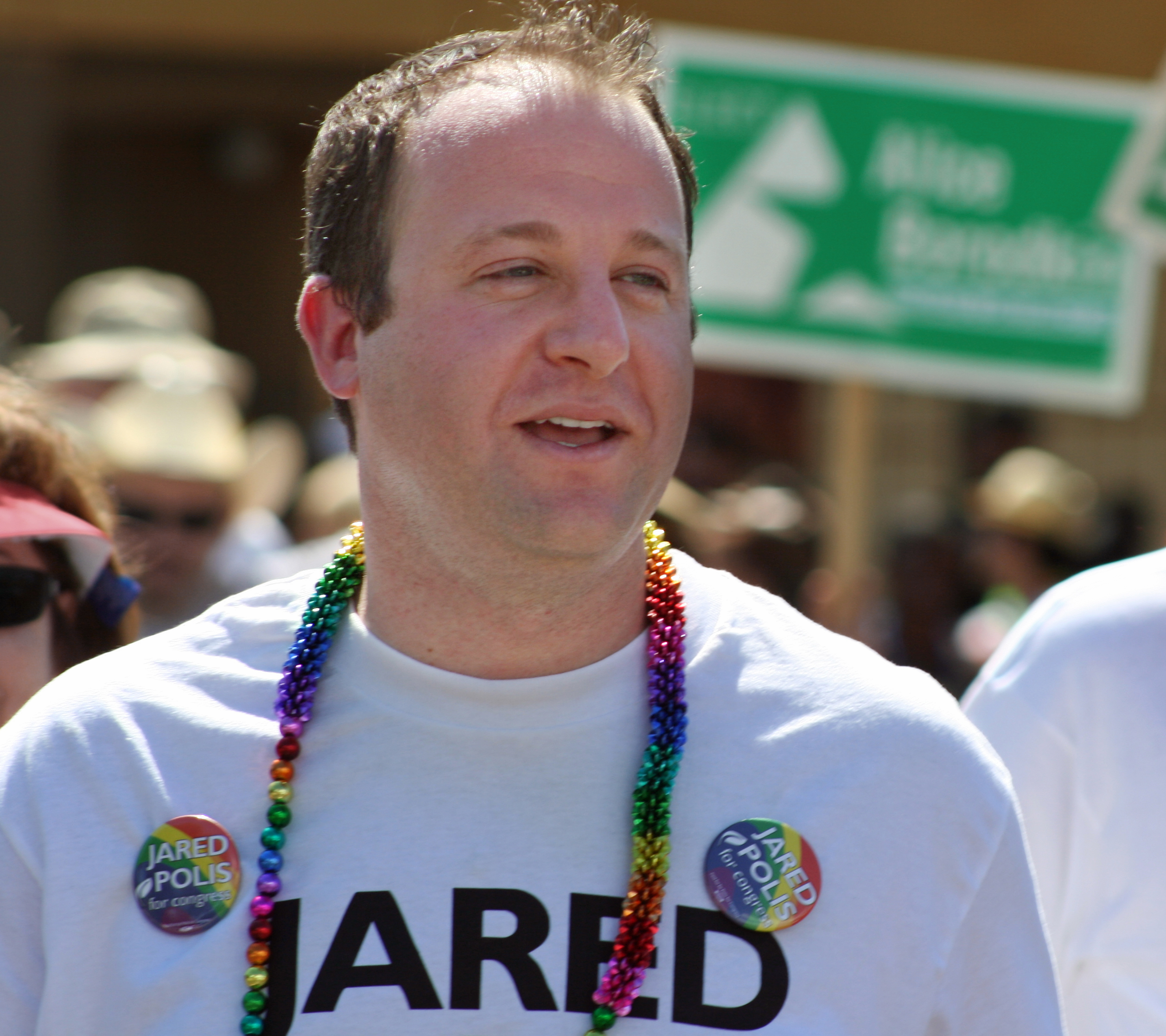
بولس أثناء الحملة الانتخابية في عام 2008

وفي عام 2008، فاز بولس في منافسة شديدة الانتخابات التمهيدية للحزب الديمقراطي على منطقة الكونغرس الثانية في كولورادو، وفاز في الانتخابات العامة في 4 نوفمبر 2008، وفاز 62% من الاصوات ليحل محل مارك ودال.
في عام 2010، فاز بولس بـ 57% من الأصوات للفوز بإعادة الانتخاب.
في عام 2012، خاض بوليس نزاعًا في الانتخابات التمهيدية للحزب الديمقراطي وفاز في انتخابات ثالثة للكونغرس بنسبة 55% من الأصوات الشعبية.
في عام 2014، فاز بولس في رابع انخاب له للكونغرس بنسبة 57% من الأصوات الشعبية.
في عام 2016، فاز بولس بنسبة 56.9% من الأصوات للفوز بإعادة الانتخاب.
في عام 2018، أعلن بوليس أنه سيرشح نفسه لمنصب حاكم ولاية كولورادو. فاز بوليس بالانتخابات بنسبة 53.4% من الأصوات، متغلبًا على المرشح الجمهوري ووكر ستابلتون بفارق ساحق بلغ 11%، وأصبح أول شخص مثلي الجنس ينتخب حاكمًا ولاية في الولايات المتحدة. (غير أنه ليس أول شخص مثلي يشغل منصب حاكم الولاية؛ وفي 12 أغسطس 2004، أعلن جيم مكغريفي عن كونه مثلي الجنس بعد انتخابه كالحاكم الثاني والخمسين لنيوجيرسي، ولكنه استقال خلال فترة ولايته).

### الكونغرس

#### العهدة

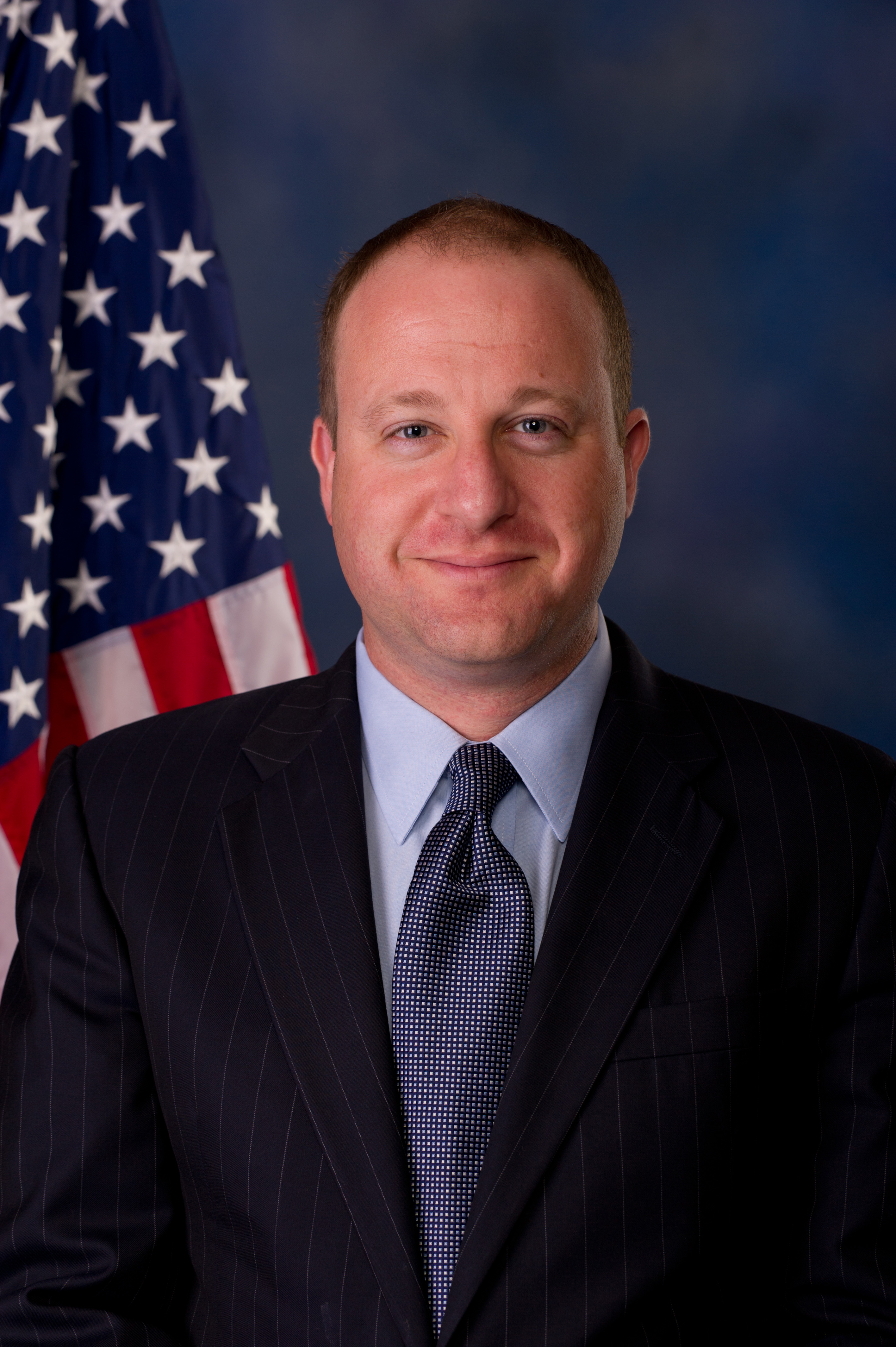
الصورة الرسمية في عام 2012

كان بولس رئيس برنامج «ريد تو بلو» في لجنة حملة الديمقراطيين في الكونغرس خلال انتخابات عام 2012، التي تساعد على جمع الأموال للمرشحين الديمقراطيين في المناطق التنافسية في الكونغرس. بعد الانتخابات، فكر في الترشح لمنصب نائب رئيس الكتلة الديمقراطية في مجلس النواب بعد أن كان رئيسها آنذاك كزافييه بيسيرا محدود المدة. وانتهى المنصب إلى عضو الكونغرس عن نيويورك جو كراولي.

#### مهام اللجان
خلال الكونغرس 114، خدم بولس في اللجان التالية:
- لجنة التعليم والقوى العاملة
  - اللجنة الفرعية للتعليم العالي وتدريب القوى العاملة
  - اللجنة الفرعية المعنية بالصحة والتشغيل والعمل والمعاشات
- لجنة الموارد الطبيعية
  - اللجنة الفرعية للطاقة والثروة المعدنية
  - اللجنة الفرعية المعنية بالأراضي الاتحادية
  - اللجنة الفرعية للرقابة والتحقيقات
- لجنة القواعد
  - اللجنة الفرعية المعنية بعملية التشريع والميزانية

#### عضوية التجمعات
- تجمع القنب في الكونغرس[49]
- التجمع التقدمي في الكونغرس[50]
- تجمع مساواة المثليين في الكونغرس (الرئيس المشارك)
- تجمع بلوكتشاين في الكونغرس (الرئيس المشارك)
- تجمع المكسيك (الرئيس المشارك)
- تجمع نيبال (الرئيس المشارك)
- تجمع الطب البيطري[51]
- الائتلاف الديمقراطي الجديد[52]
- تجمع الآداب في الكونغرس[53]
- تجمع نيكستجين 9-1-1 في الكونغرس[54]
- تجمع لا لاخذ مال منظمات الضغط في الكونغرس.[55]
- تجمع الحرية في الكونغرس[56]
- تجمع الولايات المتحدة واليابان في الكونغرس[57]

#### التشريعات التي أدخلها
فيما يلي قائمة غير كاملة بالتشريعات التي أدخلها بوليس:
- قانون ليك هيل الإداري الموقع القابل للإسكان الميسر (H.R. 2337؛ الكونغرس 113) - وهو مشروع قانون يتطلب من وزير الزراعة بيع 40 فدانا من أراضي خدمة الغابات بالقرب من مدينة فريسكو بولاية كولورادو. ستستخدم مقاطعة سوميت، كولورادو الأرض لبناء مساكن بأسعار معقولة.[58]
- قانون الكتب المدرسية في متناول الجميع (H.R. 3840؛ الكونغرس 115)

### حاكم كولورادو

#### الفريق الانتقالي
تم انتخاب بولس حاكمًا في 6 تشرين الثاني/نوفمبر من عام 2018. وقد تم إنشاء «بولدلي فوروارد» (بالإنجليزية: Boldly Forward)‏، وهي مؤسسة غير ربحية، كفريق انتقالي، بالتعاون مع مركز كيستون كمسهل. أقسم بولس اليمين في 8 يناير، 2019.

## المواقف السياسية

### التعليم
في عام 2011، أدخل بولس، إلى جانب السناتور جو ليبرمان (مستقل - كونيتكت)، «قانون 2011 التسابق إلى أعلى» (قانون 1532). سمح التشريع للأحكام القديمة وبعض الأحكام الجديدة بما في ذلك: معايير جديدة لتشجيع ومكافأة الولايات على أساس تنفيذها للإصلاحات التعليمية الشاملة التي تبتكر من خلال منح تنافسية لمدة 4 سنوات تسمح بمزيد من التمويل لتوسيع المدارس المستقلة وتعويض المعلمين جزئياً على أساس أداء الطلاب.
وقد رعى بولس مشاريع قوانين التعليم الأخرى والتشريعات المتعلقة بما في ذلك؛
- قانون SLICE (تحسينات الغذاء المدرسية لتعليم الأطفال)، رداً على الكونغرس الذي أعاد تعريف البيتزا كخضروات.[63] سيتطلب قانون SLICE وجبات صحية للطلاب، والتي، على سبيل المثال، تسمح للوزارة الأمريكية بحساب بدقة 1/8 من كوب من معجون الطماطم كـ1/8 من الكأس، بدلاً من نصف كوب، هو ما يؤهل البيتزا كخضروات؛ السماح لوزارة الزراعة الأمريكية بتنفيذ أهداف الحد من الصوديوم القائمة على العلم؛ والسماح لوزارة الزراعة الأميركية بوضع متطلبات الحبوب الكاملة.[64] عارض معهد الغذاء القانون قائلاً: "كل شيء عدا ذلك يزيل الأطعمة المصنوعة من معجون الطماطم من كافتيريات المدارس، على الرغم من القيمة الغذائية الكبيرة التي يقدمها معجون الطماطم".[65] لكن قال بولس، "البيتزا لديها مكان في الوجبات المدرسية، لكن مساواة ها بالبروكلي والجزر والكرفس تقوّض بشكل خطير جهود هذه الدولة لدعم صحة الأطفال." يضيف بوليس أن الأعمال التجارية الزراعية يجب ألا تملي على الإطلاق نوعية الوجبات المدرسية".[66]
- قانون التعليم والأسرة الخاص بالتعليم الخاص، الذي يمول بالكامل قانون تعليم الأفراد ذوي الإعاقة. يحكم قانون تعليم الأفراد ذوي الإعاقة كيف تقدم الولايات والوكالات العامة التدخل المبكر للتعليم الخاص.[67] في مشروع القانون الأصلي، وعد القانون بدفع 40% من التكلفة الزائدة لتعليم الطلاب ذوي الإعاقة، ولكن لم يتم الوفاء بمخصصات التمويل، ولا تغطي سوى 16% من تمويل التعليم الخاص ولم تمول أكثر من 30%.[68] يقترح مشروع قانون بولس خفض الإنفاق الزائد والمفاجئ في البنتاغون، بخفض 18.8 مليار دولار في أنظمة الأسلحة على مدى خمس سنوات.[69]

كما أدخل بولس قانون تعليم علوم الكمبيوتر، الذي يساعد على توفير التدريب الوظيفي لوظائف الحوسبة، وقانون ACE، الذي سيوفر التمويل لتحسين النتائج للطلاب في المدارس منخفضة الأداء باستمرار، ولإجازة المدرسة «المنح الدورية».
في عام 2015، خلال التبادل المتبادل أمام اللجنة الفرعية التابعة للجنة التعليم والعمل بالقوى العاملة في التعليم العالي وتدريب القوى العاملة، جادل بولس للمدارس لتكون قادرة على استخدام معايير أدنى من الأدلة عند اتخاذ قرار بطرد الطلاب المتهمين بالاعتداء الجنسي بالقول «إذا كان هناك 10 أشخاص متهمين، وبمقياس معقول يمكن لواحد أو اثنين فعل ذلك، يبدو من الأفضل التخلص من جميع الأشخاص العشرة». بعد فترة وجيزة من هذه التصريحات، قال بولس إنه أخطأ أثناء جلسة اللجنة الفرعية وأنه ارتكب خطأً كبيراً أثناء المناقشة. وقد أشارت الحريات المدنية والمصادر المحافظة إلى تعليقات بولس كدليل على الدافع إلى تآكل حقوق الإجراءات القانونية فيما يتعلق بالإجابة على اتهامات الاعتداء الجنسي في الكليات والجامعات الأمريكية.

### السياسة الخارجية

#### العراق
عارض بولس حرب العراق قائلاً: «غزو العراق كان خطأً هائلاً وأنا عارضت الحرب منذ البداية. لقد تركت الأخطاء الفادحة التي ارتكبها بوش والديموقراطيون الذين أعطوه غطاءً على طول الطريق، دون حلول سهلة لتحسين الموقف.» وخلال جولة قام بها الكونغرس للعراق، أشاد بولس بسياسة «أبناء العراق»، التي تمول الجيش السابق ومسؤولي الشرطة في عهد صدام حسين لإلقاء أسلحتهم ضد قوات التحالف، وأحياء الدوريات، ومحاربة المتمردين السنيين الآخرين. كتب في مقالة افتتاحية «إذا كنا قد بدأنا هذه السياسة في وقت مبكر بعد الغزو، كان بإمكاننا دون شك أن نمنع الخسائر في الأرواح. وكما هو متوقع، فإن بعضهم يتحول إلى فاسدين ويهاجمنا على أي حال، ولكن يبدو أن معظمهم يساعد في الحفاظ على النظام، ويتمثل التحدي في إدخالهم في حظيرة الحكومة العراقية الجديدة وسلسلة جيدة من هيكل القيادة».
وفي المقابلة، قال بولس أيضاً: «إن الهيبيز في داخلي يتحسر على حقيقة أننا هزمنا الجيش العراقي فقط لمساعدتهم على بناء جيش أقوى قد يستخدم يومًا ما ضد الأطفال والأبرياء، كما هو الحال دائمًا. متى تنتهي كل عمليات القتل، أين ذهبت جميع الزهور؟ وسيضربون سيوفهم ليصيروا محاريث، ولا يدرسون الحرب بعد الآن.»

#### أفغانستان
يدعم بولس إزالة جميع القوات من أفغانستان. في عام 2010، أيد بولس قرارًا فاشلاً بسحب جميع القوات من أفغانستان في غضون 30 يومًا، قائلاً «لا أعتقد أن هذا الاحتلال المستمر يصب في مصلحتنا الوطنية»، و «أنا اؤيد الإجراء الأولي بٱطاحة بطالبان في أفغانستان، وهذا ما نجح، والتحدي الذي نواجهه الآن هو تهديد دولة بلا مؤسسات».
كما استقبل بوليس أيضا رحلة وفد من الكونغرس إلى أفغانستان، واجتمع مع وزير الداخلية الأفغاني السابق محمد حنيف أتمار، والمسؤولين العسكريين الأمريكيين والدبلوماسيين. وخلال اجتماعه مع محمد حنيف أتمار، ركز بولس على الفجوة التعليمية بين أفغانستان والدول الغربية، وانخفاض معدل معرفة القراءة والكتابة بين الشرطة الأفغانية والمسؤولين العسكريين، ومكافحة الفساد السياسي. وانتقد بولس زيادة عدد القوات الأمريكية في أفغانستان، ويدعم وضع الموارد في الاستخبارات والعمليات الخاصة. وقال بولس في تقرير له بعد زيارته لأفغانستان «إننا بحاجة إلى كل الدعم الدبلوماسي الرفيع المستوى الذي يمكننا من إتقان التعقيدات الدبلوماسية المتمثلة في القتال ضد عدو يتحصن في بلدين، فضلا عن تبسيط السياسات الإقليمية المعقدة»، مضيفا أنه، «تظهر أفضل تقديراتنا أنه هناك أكثر من 5,000 من مقاتلي القاعدة في أفغانستان وباكستان. وهي تعمل خارج مناطق في جنوب وشرق أفغانستان وعلى الحدود بين باكستان وأفغانستان. هل نحن حقا بحاجة إلى احتلال بلد كامل يضم حوالي 30 مليون شخص للقضاء على 5,000 من الأعداء؟ لدي درجة كبيرة من الشك حول الزيادة العسكرية. إن الزيادة الديبلوماسية جيدة، مما يزيد من عملياتنا السرية والقدرات الاستخباراتية التي تركز على القاعدة بشكل جيد، ولكن إضافة عشرات الآلاف من القوات الأمريكية لسنوات لا تجعلنا بالضرورة أقرب إلى هزيمة القاعدة.»

#### إيران
صوّت بولس لصالح قانون العقوبات الشامل والمحاسبة والإسفاف 2010 بتوسيع العقوبات الاقتصادية ضد إيران بموجب قانون العقوبات الإيراني والليبي، وشارك في رعاية الموارد البشرية 1327؛ قانون تمكين العقوبات الإيراني 2009، الذي يفوض حكومات الولايات والحكومات المحلية بتوجيه التجريد من ومنع الاستثمار في الشركات التي تستثمر 20,000,000 دولار أو أكثر في قطاع الطاقة الإيراني.

### حقوق الإنسان
دعا بولس، جنبا إلى جنب مع النواب بارني فرانك وتامي بالدوين، دعت سفارة الولايات المتحدة في العراق وزيرة خارجية الولايات المتحدة الأمريكية السابقة هيلاري كلينتون لتحديد أولويات التحقيق في مزاعم الاغتصاب، التعذيب والإعدام بحق المثليين العراقيين، قائلا «يجب ألا يتم تجاهل هذه الانتهاكات المقلقة ضد حقوق الإنسان حقوق الإنسان، ويجب على الولايات المتحدة ألا تقف مكتوفة الأيدي بينما يتم استخدام مليارات الدولارات من أموال دافعي الضرائب لدعم حكومتهم».
إلى جانب دعم 35 من أعضاء مجلس النواب، دعا بولس أيضاً وزارة الخارجية للتصدي للعنف ضد مجتمع المثليين في هندوراس.

### الحريات المدنية

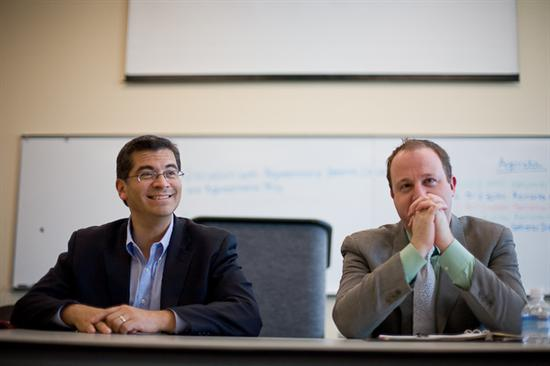
بولس (على اليمين) مع ممثل كاليفورنيا كزافييه بيسيرا في وستمنستر ، كولورادو

أثناء وجوده في مجلس النواب، كان بولس من أشد المدافعين عن الحريات المدنية، قائلاً أثناء حملته الانتخابية عام 2008 إنه «يجب استعادة التوازن بين السلطة التنفيذية والفرع القضائي (من خلال اصدر أمر الإحضار، وتوضيح أن الرئيس لا يملك السلطة الدستورية لتغيير التشريع من خلال توقيع البيانات) وبين السلطة التنفيذية والتشريعية (توضيح أن التعديل الرابع يتطلب سبب محتمل وأمر من الحكومة بمراقبة الأمريكيين)».

#### قانون باتريوت آكت
كان بولس معارضًا صريحًا لـقانون باتريوت آكت. في خطاب إلى رئيس مجلس النواب جون بينر، صرح بولس بأن قانون باتريوت «هو مشروع قانون يعاني من الإساءة منذ أن تم تمريره لأول مرة، وحكم اليوم هو مثال آخر على قصر النظام الذي أنشأه آباؤنا المؤسسون إذا كانت هناك حاجة في أي وقت للإشراف عن كثب وإشراف الكونغرس على قانون، فهو قانون يناقش كيف وبأي شروط يمكن للحكومة التجسس على مواطنيها». مددًا أحكامًا منتهية الصلاحية من قانون باتريوت، ويأذن بالتصنتات الهاتفية المعتمدة من المحكمة.تسمح بالمراقبة على هواتف متعددة، مما يسمح بمصادقة المحكمة على السجلات والممتلكات في عمليات مكافحة الإرهاب، والسماح بالمراقبة ضد ما يسمى الذئب الوحيد، وهو مواطن غير أمريكي متورط في الإرهاب قد لا يكون جزءًا من مجموعة إرهابية معروفة.

#### قرصنة الإنترنت
يدعم بولس الإنترنت المفتوح والحر، وانتقدت قانون وقف القرصنة على الإنترنت، قانون حماية الملكية الفكرية، وقانون مشاركة وحماية المعلومات الرقمية، وقال في مقابلة مع مجلة فوربس ذلك؛ «أعارض القرصنة وأرغب في رؤية الملكية الفكرية محمية لأن هذا هو ما يشجع على الابتكار ويكافئه. لكن قانون وقف القرصنة على الإنترنت لن يحقق انخفاضًا ملموسًا في القرصنة ويتسبب في أضرار جانبية هائلة للنظام البيئي للإنترنت». أثناء مناقشة قانون وقف القرصنة على الإنترنت في مجلس النواب، قال بوليس إن قانون وقف القرصنة على الإنترنت وقانون حماية الملكية الفكرية «يهددان بشكل مباشر الإنترنت الذي جلب للبشرية ازدهارًا عظيمًا وسلامًا أكبر»، و «السماح للجيش ووكالة الاستخبارات المركزية بالتجسس على الأمريكيين على الأرض ضد كل مبدأ تم تأسيس هذا البلد عليه». صوت بولس، بالإضافة إلى 167 عضوًا آخر في مجلس النواب ، ضد قانون مشاركة وحماية المعلومات الرقمية.
رعى بولس، إلى جانب الممثلين زوي لوفغرين (د- كاليفورنيا) ودارل عيسى (جمهوري- كاليفورنيا) "قانون آرون، في أعقاب انتحار مبرمج الكمبيوتر وناشط الإنترنت آرون سوارتز (المؤسس المشارك لـموقع ريديت)، الذي كان يواجه تهم الكمبيوتر والاحتيال وأكثر من 30 عاما في السجن وغرامة قدرها أكثر من مليون دولار لانتهاكه شروط الخدمة لتحميل بشكل غير قانوني مجلة أكاديمية المواد من المكتبة الرقمية جايستور. مشروع القانون المقترح يستبعد انتهاكات شروط الخدمة من قانون الاحتيال وإساءة استخدام الكمبيوتر 1986 ومن قانون الاحتيال الإلكتروني. وقال بولس إن الاتهامات التي وجهها المدعي العام الأمريكي كارمن أورتيز كانت "سخيفة وملفقة"، وأنه "من السخف أن يكون قد أطلق كبش فداء. آمل أن لا يحدث هذا لأحد آخر."

#### قانون تفويض الدفاع الوطني
صوت البوليس ضد قانون تفويض الدفاع الوطني 2012، وهو ضد المادة 1021، التي أثارت الجدل حول الآثار المترتبة على سياسة الاحتجاز. بعد توقيع القانون، قدم بولس، إلى جانب أعضاء آخرين في مجلس النواب، تشريعاً لإلغاء حكم الاحتجاز لأجل غير مسمى. على الرغم من فشل التشريع في مجلس النواب، فإن القسم 1021 قيد النظر الآن في المحاكم.

#### سياسة المخدرات
وكان بولس من أشد منتقدي الحرب على المخدرات، قائلاً: «مثلما فشلت سياسة الحظر على المستوى الوطني مع الكحول - لقد وصل الأمر الآن إلى الولايات والمقاطعات - أعتقد أنه ينبغي لنا أن نفعل الشيء ذاته مع الماريخوانا». خلال شهر يونيو/حزيران 2012، شهادته لمسؤولة إدارة مكافحة المخدرات ميشيل ليونهارت أمام اللجنة الفرعية القضائية التابعة لمجلس النواب الأمريكي المعنية بالجريمة، والإرهاب، والأمن الداخلي والتحقيقات، تساءل بولس عما إذا كان ينبغي تصنيف الماريجوانا في الصنف الأول. شكك بوليس ليونهارت التي رفضوا الإجابة أم لا إذا شكل الكوكايين، الميثامفيتامين والهيروين خطرا أكبر على صحة الشخص من الماريخوانا.< كما دعا بولس إلى تشريع الماريجوانا الطبية لمكافحة إساءة استعمال العقاقير.
كان بولس الراعي الرئيسي لـ HR 499، أو ، قانون إنهاء حظر الماريخوانا الفيدرالي لعام 2013. إذا تم تمريره، فإن القانون س: يلغي تجريم حيازة القنب على المستوى الفيدرالي؛ التنازل عن تنظيم إدارة مكافحة المخدرات للقنّب بموجب قانون المواد الخاضعة للرقابة، ونقل لوائحها الاتحادية من وكالة مكافحة المخدرات إلى مكتب الكحول والتبغ والأسلحة النارية والمتفجرات (إعادة تسميته في مكتب الكحول والتبغ والماريخوانا والأسلحة النارية والمتفجرات)؛ ويأذن لإدارة الغذاء والدواء لتطبيق القوى التنظيمية المكافئة لديها على الكحو ، إلى القنب. يضم هذا القانون حاليا 18 من المشاركين في رعاية المنتدى - خمسة عشر ديمقراطيًا وواحدًا جمهوريًا - في مجلس النواب.

#### حقوق المثليين
في وقت رحيله من الكونغرس، كان بولس واحدًا من سبعة أعضاء المثليين بشكل علني في الكونغرس الـ113، تجمع المساواة للمثليين في الكونغرس. دفع بوليس لإلغاء قانون الدفاع عن الزواج، وأثنى على قرار إدارة أوباما بأن وزارة العدل لم تعد تدافع عن قانون الدفاع عن الزواج، قائلا إن «القسم 3 من القانون غير دستوري». وفي بيان، قال بولس «إنني أحيي الإدارة لأنني أدركت في النهاية ما انتقدته أنا وزملائي منذ فترة طويلة، ويحرم الناس من القدرة على الاعتراف رسميا بعلاقاتهم، ويشعرهم بأنهم مرحب بهم كشركاء فقط لكونهم من مجتمع المثليين أمر غير صائب، وهذا قرار يؤكد اليوم هذه.» كما أعرب بولس عن تقديره للرئيس أوباما لأنه أيد علانية زواج المثليين واصفاً إياه بأنه «أخبار سارة للعائلات الأمريكية».
كان بولس راعيًا أصليًا لـ HR 116 أو قانون احترام الزواج. HR 116 يلغي قانون الدفاع عن الزواج ويسمح بالاعتراف بزواج المثليين والمثليات في الولايات المتحدة، وواشنطن العاصمة، وتبعيات الولايات المتحدة الأمريكية.
كان بولس أيضا الراعي الرئيسي لقانون عدم التمييز ضد الطلاب مع السناتور آل فرانكن (ديمقراطي- مينيسوتا)، الذي قدم القانون في مجلس الشيوخ. سينشئ القانون حظرًا فدراليًا شاملاً لعدم التمييز في جميع المدارس العامة والابتدائية والثانوية على أساس التوجه الجنسي والهوية الجندرية، مع توسيع القانون التاسع من قانون تعديلات التعليم للطلاب المثليين. في بيان، قال بولس «التعليم حق لكل طالب» بغض النظر عن التوجه الجنسي أو الهوية الجنسية الفعلية أو المتصورة له. «لقد أظهرت لنا الزيادة المقلقة في حالات الانتحار بين المراهقين كم نحن بعيدون عن جعل مساحاتنا المدرسية آمنة.» حصل القانون على رعاية 167 في مجلس النواب، مع توقيع عضوين اثنين فقط من الجمهوريين. يتم دعم القانون أيضًا من قِبل موقع Change.org والاتحاد الأمريكي للحريات المدنية.
صوّت بوليس لإلغاء «لا تسأل، لا تقل»، الذي يحظر الخدمة على الأعضاء المثليين والمثليات في الجيش. إلى جانب 67 من أعضاء مجلس النواب، في رسالة إلى الرئيس أوباما، حث بولس على إلغاء «لا تسأل ، لا تقل». واستشهد في الرسالة بقرار قاضي ولاية كاليفورنيا بعدم دستورية ذلك، وأعضاء الخدمة البالغ عددهم 14,000 الذين تم تسريحهم من الجيش منذ تمرير القانون.
في بيان صحفي حول إلغاء القانون قال بولس: «إلغاء لاتسأل، لاتقل هو انتصار لقضية المساواة ودفاعنا الوطني. لفترة طويلة جداً، منعت هذه السياسة المسيئة الأميركيين الشجعان من الخدمة في جيشنا والدفاع عن بلدنا فقط بسبب من يحبون، لقد قوض أمننا القومي عن طريق إجبار المثليين والمثليات على الخروج من الخدمة العسكرية في وقت تحتاج فيه أمريكا إلى أكثر المواهب حماسة وشجاعة، بغض النظر عن توجههم الجنسي.»
كان بولس أيضا من المؤيدين والموقع المشارك لقانون ماثيو شيبرد وجيمس بيرد الإبن لمنع جرائم الكراهية، وإعطاء التمويل الكافي والقدرة للسلطات الاتحادية للتحقيق في جرائم الكراهية، ودافع عن الحماية ضد الضحايا العنف المنزلي من مجتمع المثليين ليتم تضمينهم في قانون العنف ضد المرأة.
في سبتمبر 2014، قدم بولس «التماسًا لإبراء الذمة» لإحضار قانون عدم التمييز في العمل ضد الأشخاص من مجتمع المثليين إلى مجلس النواب للتصويت المناسب. انضم التواب جارامينيدي، وهولت، وكونولي إلى بولس في دعم تقديم الالتماس. يتضمن التشريع المعدل إعفاءات دينية ضيقة.

### البيتكوين
في مايو 2014، أصبح بوليس أول نائب أمريكي يقبل حملة التبرعات عبر البيتكوين.

### الطاقة
في عام 2014، رعا بولس اقتراعين يستهدفان التكسير الهيدروليكي، وهما المبادرتان 88 و 89. سعى بولس إلى تحريك التكسير من مسافة 500 قدم (150 م) من بيوت الناس إلى 2000 قدم (610 أمتار) لتحسين نوعية الحياة لأصحاب المنازل في المناطق المتضررة. في 4 أغسطس 2014، أعلن بوليس أنه سيسحب دعمه لتدابير الاقتراع.

### الاغتصاب في الحرم الجامعي
في سبتمبر 2015، أعرب بولس عن دعمه لتغيير العمليات التأديبية الجامعية المتعلقة بالاغتصاب في الحرم الجامعي من أجل الحكم على الحالات في مقابل معيار معقول، قائلاً: «إذا كان هناك 10 أشخاص متهمين، وبمستوى معقول، أو اثنين فعلوا ذلك، يبدو من الأفضل التخلص من جميع الأشخاص العشرة ... نحن لا نتحدث عن حرمانهم من الحياة أو الحرية، فنحن نتحدث عن نقلهم إلى جامعة أخرى،» بعد أن تم انتقاده بسبب هذه التصريحات، اعتذر بولس قائلا: «لقد ذهبت بعيداً جداً (اخطأت) عن طريق الإيحاء بأنني أؤيد طرد الطلاب الأبرياء من حرم الجامعات»

### الطعام
أبدى بولس اهتمامه بالبيئة التنظيمية المتعلقة بكومبوتشا. شارك في رعاية مشروع قانون كان من شأنه تقنين الشحن من الحليب الخام بين الولايات.

## الحياة الخاصة

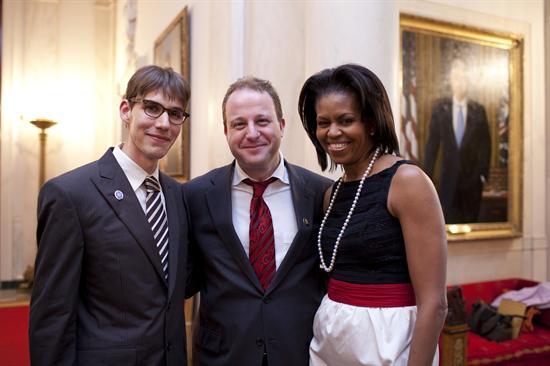
بولس (في الوسط) مع شريكه، مارلون ريس (على اليسار)، والسيدة الأولى ميشيل أوباما في البيت الأبيض

بولس هو واحد من عدد قليل من الأشخاص المثليين بشكل علني عندما تم انتخابه لأول مرة في مجلس النواب الأمريكي. وأول والد مثلي الجنس في الكونغرس. لدى بولس وشريكه، مارلون ريس، طفلان وهما ابن وابنة. على الرغم من كونهم غير متزوجين، يستخدم ريس لقب السيد الأول لكولورادو. (بالإنجليزية: First Gentleman of Colorado)‏.
في يونيو 2019، وذلك بمناسبة الذكرى 50 لأعمال شغب ستونوول، وهو حدث يعتبر على نطاق واسع لحظة فاصلة في الحركات الاجتماعية للمثليين الحديثة، اعتبرته مجلة كويرتي واحدا من «برايد50» (بالإنجليزية: "Pride50")‏ «للاشخاص الذين مهدوا الطريق بنشاط لضمان اتجاه بقايا المجتمع نحو المساواة والقبول والكرامة لجميع الأشخاص من مجتمع الميم».
يستمتع بولس بألعاب الفيديو مثل ليغ أوف ليجندز (بالإنجليزية: League of Legends)‏، وأبطاله المفضلين هم ماوكاي وأنيفيا. بولس يهودي. بوليس أيضا من محبي كولورادو روكيز للبايسبول ودنفر برونكوز للرغبي.